# Ahmed Barman
Ahmed Barman (sinh ngày 5 tháng 2 năm 1994) là một cầu thủ bóng đá người UAE hiện tại thi đấu ở vị trí tiền vệ cho câu lạc bộ Al Ain FC.

## Thống kê

### Bàn thắng quốc tế
| #  | Ngày                | Địa điểm                                      | Đối thủ   | Bàn thắng | Kết quả | Giải đấu |
| -- | ------------------- | --------------------------------------------- | --------- | --------- | ------- | -------- |
| 1. | 31 tháng 8 năm 2019 | Sân vận động Quốc gia Bahrain, Riffa, Bahrain | Sri Lanka | 4–1       | 5–1     | Giao hữu |

## Danh hiệu
Al Ain
Vô địch
- UAE Pro-League: 2011-12, 2012-13
- UAE President's Cup: 2013-14
- Siêu cúp bóng đá Các Tiểu vương quốc Ả Rập Thống nhất: 2013

Á quân
- Siêu cúp bóng đá Các Tiểu vương quốc Ả Rập Thống nhất: 2014